# ایوانوفسکایا لیسیتسا
ایوانوفسکایا لیسیتسا (انگلیسی: Ivanovskaya Lisitsa) یک شهرک در بخش گرایفسکی استان بلگورود کشور روسیه است.